# Stadionul Thomas D'Alesandro
Stadionul Thomas D' Alesandro, cunoscut sub numele de Stadionul Kiryat Haim, este un stadion multifuncțional în Kiryat Haim, Israel. În prezent este folosit mai ales pentru meciuri de fotbal și este stadionul de origine al Echipele de tineret ale lui Hapoel Haifa. Acesta a fost folosit pentru a fi acasa, la primele echipe de Hapoel precum și Maccabi Haifa, dar a fost înlocuit de Stadionul Kiryat Eliezer în 1955.
Stadionul a fost construit cu ajutorul comunitatea evreiască din Baltimore, Maryland și numită după primarul orașului Baltimore, Thomas D'Alesandro.